# Мокрени (Грчка)
Мокрени (грч. Βαρικό, Варико) је насеље у Грчкој у општини Суровичево, периферија Западна Македонија. Према попису из 2021. било је 508 становника.
Македонски историчар Тодор Симовски, 1998. године наводи да су Мокрени словенско насеље.

## Становништво
| Година       | 1951 | 1961 | 1971 | 1981 | 1991 | 2001 | 2011 |
| ------------ | ---- | ---- | ---- | ---- | ---- | ---- | ---- |
| Становништво | 798  | 863  | 799  | 811  | 809  | 698  | 638  |